# Villadangos del Páramo
Villadangos del Páramo – gmina w Hiszpanii, w prowincji León, w Kastylii i León, o powierzchni 44,93 km². W 2011 roku gmina liczyła 1111 mieszkańców.